# Tambo Colorado
Tambo Colorado fue un asentamiento inca (1450 d. C.) ubicado en la provincia de Pisco, en la margen derecha del valle del Río Pisco, en una rinconada formada por los cerros de las inmediaciones del pueblo de Humay. El nombre que se da al conjunto se debe al predominio del color rojo en las edificaciones.
Es uno de los sitios arqueológicos mejor conservados del Perú. Típicamente tawantinsuyu en su trazo y diseño arquitectónico, presenta la singularidad de estar construido en adobe, como ejemplo de la adaptación de los arquitectos e ingenieros quechuas al nuevo ambiente costeño que empezaban a conquistar.
Fue uno de los centros más importantes establecidos por los incas en la costa. Es un conjunto de construcciones hechas con tapiales y adobes; entre ellas están las ruinas de adobe mejor conservadas del Perú. Aunque en algunas zonas presenta una decoración aparentemente anterior, las puertas y hornacinas tienen la forma trapezoidal típica de los incas.
Tambo Colorado, también conocido como Pucallacta o Pucahuasi (de puca=rojo en quechua), está dividido en tres grandes sectores: Norte, Centro y Sur, separados por el camino que baja de la sierra hacia la costa y por una gran plaza trapezoidal, que posee un ushno, pequeña plataforma donde el Inca en persona dirigía las festividades más importantes del Tawantinsuyu. Desde la cima de esta pequeñísima pirámide se divisa con mucha claridad gran parte del amplio y fértil valle que se extiende camino al mar.
En torno a una plaza de planta trapezoidal se distribuyen varias estructuras entre las que se cuentan depósitos, viviendas y un edificio principal conocido como La Fortaleza. Los recintos de Tambo Colorado están diferenciados según su finalidad, pues estaban destinados al alojamiento permanente de funcionarios, al espacio requerido por los chasquis o correos de a pie, y al alojamiento de un contingente militar.

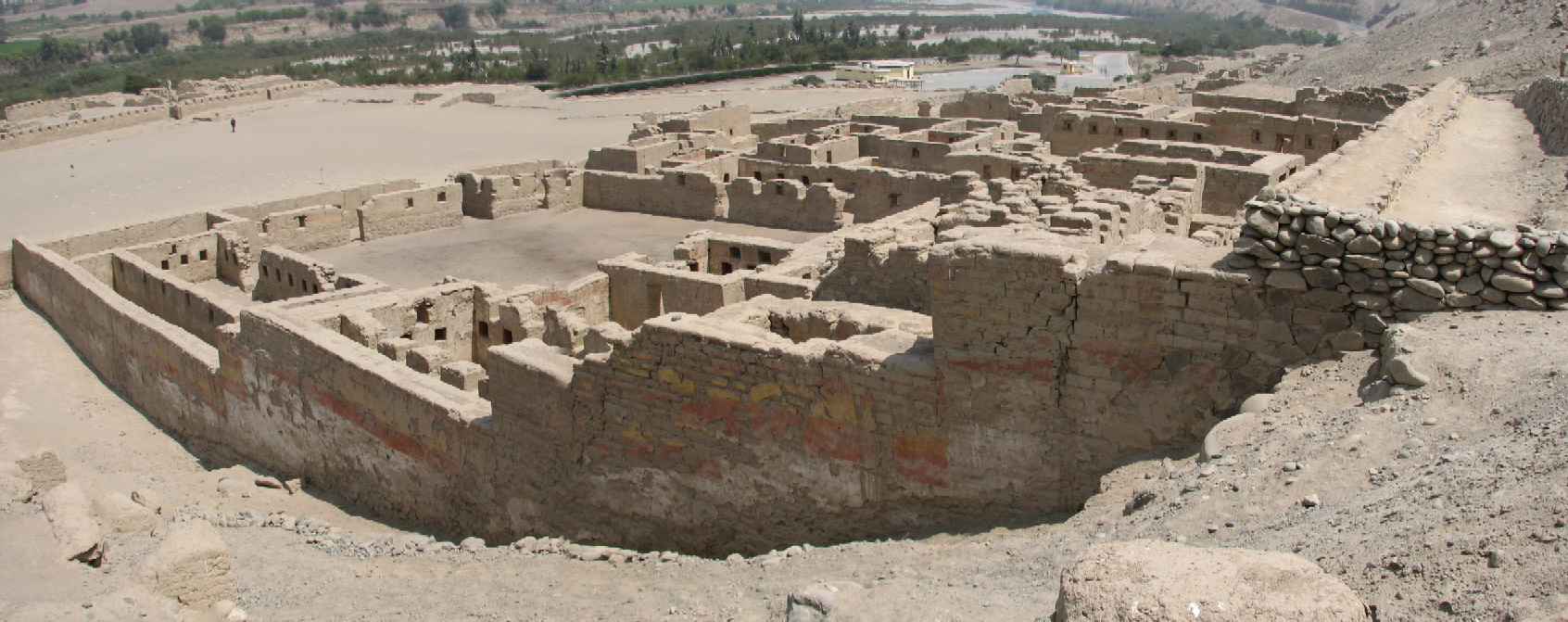
Vista de Tambo Colorado.